# Enfermedad infecciosa
Una enfermedad infecciosa es la manifestación clínica de una infección provocada por un microorganismo —como bacterias, hongos, virus, a veces protozoos, etc.— o por priones. La especialidad médica que se encarga del estudio, prevención y tratamiento de este tipo de enfermedades se denomina infectología. 
En el caso de los agentes biológicos patógenos de tamaño macroscópico, como los gusanos, no se habla de infección, sino de infestación. Cuando la infección o la infestación es causada por protozoos, vermes o artrópodos se habla de enfermedad parasitaria porque dichos grupos han sido estudiados tradicionalmente por la parasitología.

## Clasificación

### Transmisibilidad
Las enfermedades infecciosas se pueden propagar directamente desde el individuo infectado, a través de sus secreciones, su piel o sus mucosas o, indirectamente, a partir de la contaminación del aire, de la interacción con aerosoles, es la forma en la que un virus se conduce de manera frecuente o precisa en la sangre, aire o mucosa de una persona o animal, como suele ocurrir con la gripe.
En las enfermedades infecciosas no transmisibles el microorganismo no se transmite de un individuo a otro, sino que requiere circunstancias especiales, sean medioambientales, accidentales u otras, para su transmisión. En estos casos en los que las personas infectadas no transmiten la enfermedad los microorganismos necesitan especies de vectores intermediarios (como el mosquito que causa la malaria) o transferencia de líquidos corporales (como la sangre de las transfusiones, las jeringas de uso compartido o el contacto sexual) para provocar la infección.
La frontera entre las enfermedades contagiosas transmisibles y no transmisibles no está perfectamente dibujada, como lo ilustra el caso clásico de la tuberculosis, que es claramente transmisible de persona a persona, pero por lo general no es considerada una enfermedad contagiosa. En la actualidad la mayoría de las enfermedades de transmisión sexual se consideran contagiosas, pero solo algunas de ellas exigen aislamiento médico.
Por lo general las epidemias solo son causadas por enfermedades transmisibles, pero también se producen excepciones ocasionales, como la de la peste negra. Esto se debe a que las epidemias también pueden considerarse en términos de la proporción de personas infectadas con una enfermedad transmisible.
Debido a la naturaleza de las enfermedades no contagiosas transmisibles, como la fiebre amarilla o la filariasis, su propagación se ve poco afectada por el aislamiento no médico (de las personas enfermas) o la cuarentena (de las personas expuestas). Por lo tanto, una «enfermedad contagiosa»  a veces se define en términos prácticos por si el aislamiento o la cuarentena se utilizan como respuesta de salud pública.

### Grupos biológicos de agentes patógenos
Una clasificación útil, y generalizada en la práctica clínica, agrupa las enfermedades infecciosas según las características biológicas del agente patógeno que las produce. A saber:

#### Infecciones bacterianas
| Enfermedad        | Agente                                                                                                  | Principales síntomas | Causa |
| Brucelosis        | Brucella spp.                                                                                           | Fiebre ondulante, adenopatía, endocarditis, neumonía |       |
| Carbunco          | Bacillus anthracis                                                                                      | Fiebre, pápula cutánea, septicemia |       |
| Cólera            | Vibrio cholerae                                                                                         | Fiebre, diarrea, vómitos, deshidratación |       |
| Difteria          | Corynebacterium diphtheriae                                                                             | Fiebre, amigdalitis, membrana en la garganta; lesiones en la piel |       |
| Amigdalitis aguda | Streptococcus pyogenes                                                                                  | Fiebre, malestar general, eritema faríngeo, adenopatías cervicales |       |
| Erisipela         | Streptococcus spp.                                                                                      | Fiebre, eritema, prurito, dolor |       |
| Fiebre Q          | Coxiella burnetii                                                                                       | Fiebre alta, cefalea intensa, mialgia, confusión, vómitos, diarrea |       |
| Fiebre tifoidea   | Salmonella typhi, S. paratyphi                                                                          | Fiebre alta, bacteriemia, cefalalgia, estupor, tumefacción de la mucosa nasal, lengua tostada, úlceras en el paladar; hepatoesplenomegalia, diarrea, perforación intestinal |       |
| Legionelosis      | Legionella pneumophila                                                                                  | Fiebre, neumonía |       |
| Neumonía          | Streptococcus pneumoniae, Staphylococcus aureus, Klebsiella pneumoniae, Mycoplasma spp., Chlamydia spp. | Fiebre alta, expectoración amarillenta o sanguinolenta, dolor torácico |       |
| Tuberculosis      | Mycobacterium tuberculosis o Bacilo de Koch                                                             | Fiebre, cansancio, sudor nocturno; necrosis pulmonar |       |
| Tétanos           | Clostridium tetani                                                                                      | Fiebre, parálisis |       |
| Salmonela         | Salmonelosis                                                                                            | | Cerdo |

#### Infecciones virales
| Enfermedad                   | agente                                                                 | Principales síntomas | Causa desde contagio                                 |
| ---------------------------- | ---------------------------------------------------------------------- | --- | ---------------------------------------------------- |
| Dengue                       | Flavivirus                                                             | Fiebre, dolor intenso en las articulaciones y los músculos, inflamación de los ganglios linfáticos y erupción ocasional de la piel                      | Por picadura de insecto                              |
| Fiebre amarilla              | Flavivirus                                                             | Fiebre alta, ictericia, sangrado de la nariz y la boca, vómito negro, bradicardia a pesar de la fiebre, deshidratación                                  | Por picadura de insecto                              |
| Fiebre hemorrágica del Ébola | Filovirus                                                              | Fiebre alta, postración, mialgia, artralgias, dolor abdominal, cefalea, erupciones hemorrágicas en todo el cuerpo                                       | Por picadura de insecto                              |
| Gripe                        | Influenzavirus                                                         | Fiebre, astenia, anorexia, cefalea, malestar general, tos seca, dolor de garganta, gastroenteritis, vómitos, diarrea                                    | Se puede contagiar aeróbica mente y entre animales   |
| Hepatitis A, B, C            | A: Enterovirus (VHA); B: Orthohepadnavirus (VHB); C: Hepacivirus (VHC) | Inflamación del hígado, fiebre, cansancio, náuseas, diarrea, dolor                                                                                      |                                                      |
| Herpes                       | Herpesvirus                                                            | Ampollas cutáneas en la boca (herpes labial), en los genitales (herpes genital) o en la piel (herpes zóster)                                            | Por contacto con la superficie infecciosa            |
| Mononucleosis                | Virus de Epstein-Barr,Citomegalovirus                                  | Fiebre, faringitis, inflamación de los ganglios linfáticos, fatiga, Hepatitis                                                                           |                                                      |
| Parotiditis (paperas)        | Paramixovirus                                                          | Fiebre, cefalea, dolor e inflamación de las glándulas salivales                                                                                         |                                                      |
| Peste porcina                | Pestivirus                                                             | Fiebre, adelgazamiento, leucopenia, temblores, parálisis, muerte                                                                                        |                                                      |
| Poliomielitis                | Enterovirus                                                            | Inflamación en las neuronas motoras de la columna vertebral y del cerebro que ocasiona parálisis y atrofia muscular                                     |                                                      |
| Rabia                        | Rhabdovirus                                                            | Fiebre, vómitos, confusión, agresividad, alucinaciones, convulsiones, parálisis, diplopía, hidrofobia, coma y muerte                                    | Por mordida de un canino / rata...                   |
| Resfriado común              | Rinovirus, coronavirus, adenovirus, echovirus, coxsackievirus          | Estornudos, secreción, congestión y picor nasal, dolor de garganta, tos, cefalea, malestar general                                                      | Aeróbico y también se puede contagiar entre animales |
| Rubéola                      | Rubivirus                                                              | Fiebre, cefalea, erupciones en la piel, malestar general, enrojecimiento de los ojos, faringitis, inflamación dolorosa de ganglios alrededor de la nuca |                                                      |
| Sarampión                    | Morbillivirus                                                          | Fiebre, erupciones en la piel, tos, rinitis, diarrea, neumonía, encefalitis, picazón                                                                    |                                                      |
| Varicela                     | Virus varicela-zóster                                                  | Fiebre, cefalea, malestar general, adelgazamiento, erupción cutánea en forma de ampollas                                                                | Por contacto cercano                                 |
| Viruela                      | Orthopoxvirus                                                          | Fiebre alta, malestar, cefalea, fuerte erupción cutánea en forma de pústulas, que dejan graves cicatrices en la piel                                    |                                                      |
| Rotavirus                    | Flavivirus                                                             | Dolor de cabeza, fiebre, malestar general, diarrea, indigestión                                                                                         | Por comida                                           |
| Malaria                      | Flavivirus                                                             | Fiebre, malestar general, erupciones en la | Por picadura de insecto                              |
| Peste Bubónica               | Pestivirus                                                             | | Por roedores                                         |

#### Infecciones por hongos(micosis)
- Aspergilosis
- Blastomicosis
- Candidiasis
- Cromomicosis
- Criptococosis
- Coccidioidomicosis
- Dermatofitosis
- Esporotricosis
- Granuloma de Majocchi
- Histoplasmosis
- Herpes circinado
- Lobomicosis
- Micetoma
- Onicomicosis
- Otomicosis
- Pitiriasis versicolor
- Pneumocistosis
- Queratomicosis
- Tiña capitis
- Zigomicosis

#### Enfermedades infecciosas por protozoos (protozoosis)
- Acantoamebiasis
- Amebiasis
- Babesiosis
- Balantidiasis
- Criptosporidiosis
- Giardiasis
- Isosporiasis
- Leishmaniosis
- Malaria
- Microsporidiasis
- Sarcosporidiasis
- Toxoplasmosis
- Trichomoniasis
- Tripanosomiasis africana o Enfermedad del sueño
- Tripanosomiasis americana o Enfermedad de Chagas
- Neumonia ° Fiebre chikungunyia.

#### Enfermedades por priones
- Encefalopatía espongiforme bovina ("mal de la vaca loca")
- Enfermedad de Creutzfeldt-Jakob
- Enfermedad de Gerstmann-Sträussler-Scheinker
- Kuru
- Scrapie (o tembleque)

#### Enfermedades por células cancerígenas
El cáncer no se considera una enfermedad infecciosa contagiosa, pero existen excepciones, como:
- Enfermedad de tumores faciales del demonio de Tasmania (se destaca un tipo de cáncer que  se caracteriza por ser parasitario y contagioso y que puede infectar y transmitirse entre diferentes individuos de esta especie).[5]

## Características generales de las enfermedades infecciosas
Estas enfermedades se caracterizan por la aparición de distintos síntomas entre los que se pueden mencionar fiebre, malestar general y decaimiento. Toda enfermedad infecciosa pasa por tres etapas:
1. Período de incubación:Tiempo comprendido entre la entrada del agente y la aparición de los primeros síntomas. Aquí el patógeno puede multiplicarse y diseminarse por las zonas de ataque. La duración de esta etapa depende de la enfermedad.
2. Prodromo: etapa Sintomatologica inespecífica caracterizada por síntomas genérico o típicos de una infección, tales como dolor abdominal, fiebre, mialgia, cefalea, fatiga, malestar general, ETC. No todas las infecciones presentan esta etapa, usualmente presentando en infecciones típicas o casi cotidianas.
3. Tiempo comprendido entre la entrada del agente y la aparición de los primeros síntomas. Aquí el patógeno puede multiplicarse y diseminarse por las zonas de ataque. La duración de esta etapa depende de la enfermedad.
4. Período de desarrollo: La enfermedad se desarrolla y aparecen signos y Síntomas más específicos y característicos de la respectiva enfermedad.
5. Convalecencia: Desenlace de la enfermedad, es decir, si el organismo logra eliminar el patógeno o se recupera(Y desarrolla inmunidad generalmente, aunque no siempre dependiendo del tipo de enfermedad y su agente causal), o si la enfermedad progresa y termina por causar el deceso.

## Diagnóstico
El diagnóstico de las enfermedades infecciosas a veces implica la identificación de un agente infeccioso, ya sea directa o indirectamente. En la práctica, la mayoría de las enfermedades infecciosas menores, como verrugas, abscesos cutáneos abscesos, infecciones del sistema respiratorio y enfermedades diarreicas se diagnostican por su presentación clínica y se tratan sin conocer el agente causal específico. Las conclusiones sobre la causa de la enfermedad se basan en la probabilidad de que un paciente haya estado en contacto con un agente concreto, la presencia de un microbio en una comunidad y otras consideraciones epidemiológicas. Con un esfuerzo suficiente, todos los agentes infecciosos conocidos pueden identificarse específicamente. Sin embargo, los beneficios de la identificación suelen verse superados en gran medida por el coste, ya que a menudo no existe un tratamiento específico, la causa es obvia o el resultado de una infección es benigno.
El diagnóstico de las enfermedades infecciosas se inicia casi siempre mediante la historia clínica y la exploración física. Las técnicas de identificación más detalladas implican el cultivo de agentes infecciosos aislados de un paciente. El cultivo permite la identificación de organismos infecciosos mediante el examen de sus características microscópicas, la detección de la presencia de sustancias producidas por patógenos y la identificación directa de un organismo por su genotipo. Otras técnicas (como rayos X, TAC, PETs o RMN) se utilizan para obtener imágenes de las anomalías internas resultantes del crecimiento de un agente infeccioso. Las imágenes son útiles para detectar, por ejemplo, un absceso óseo o una encefalopatía espongiforme producida por un prion.

### Diagnóstico sintomático
El diagnóstico se ve favorecido por los síntomas de presentación en cualquier individuo con una enfermedad infecciosa, aunque suele necesitar técnicas diagnósticas adicionales para confirmar la sospecha. Algunos signos son específicamente característicos e indicativos de una enfermedad y se denominan signos patognomónicos; pero éstos son poco frecuentes. No todas las infecciones son sintomáticas.
En los niños la presencia de cianosis, respiración rápida, mala perfusión periférica o una erupción petequial aumenta en más de 5 veces el riesgo de una infección grave. Otros indicadores importantes son la preocupación de los padres, el instinto clínico y una temperatura superior a 40 °C.

### Cultivo microbiano

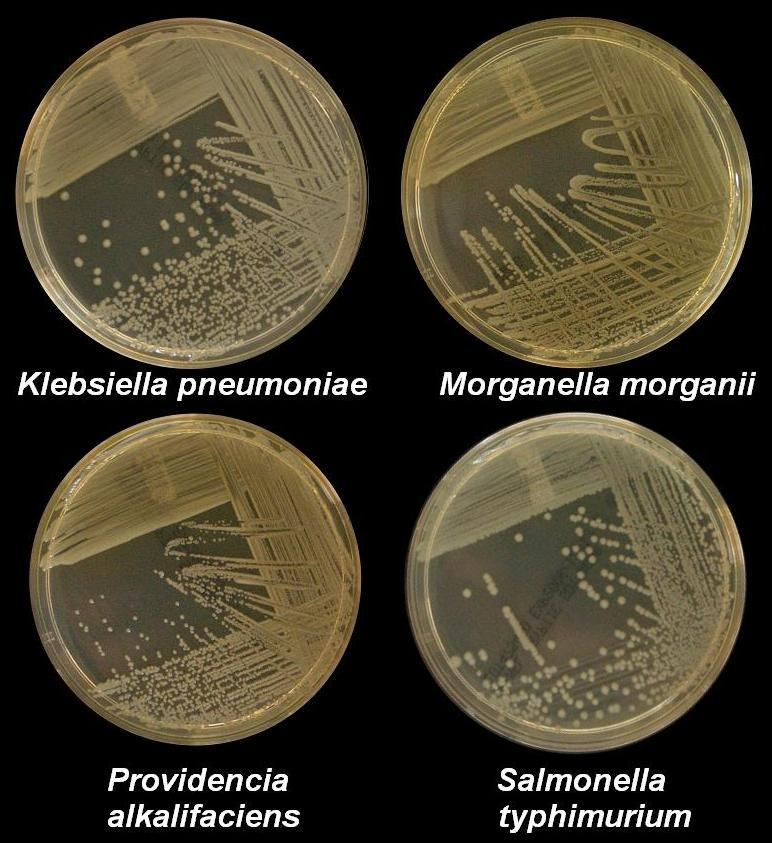
Cuatro placas de agar nutriente en las que crecen colonias de bacterias Gram negativas comunes.

Muchos enfoques diagnósticos dependen del cultivo microbiológico para aislar un patógeno de la muestra clínica adecuada. En un cultivo microbiano, se proporciona un medio de crecimiento para un agente específico. A continuación, se analiza una muestra tomada de un tejido o fluido potencialmente enfermo para detectar la presencia de un agente infeccioso capaz de crecer en ese medio. Muchas bacterias patógenas se cultivan fácilmente en agar nutriente, una forma de medio sólido que proporciona los carbohidratos y proteínas necesarios para el crecimiento, junto con grandes cantidades de agua. Una sola bacteria crecerá formando un montículo visible en la superficie de la placa llamado colonia, que puede estar separado de otras colonias o unido formando un "césped". El tamaño, el color, la forma y la figura de una colonia son característicos de la especie bacteriana, su composición genética específica (su strain) y el entorno que favorece su crecimiento. A menudo se añaden otros ingredientes a la placa para facilitar la identificación. Las placas pueden contener sustancias que permiten el crecimiento de algunas bacterias y no de otras, o que cambian de color en respuesta a determinadas bacterias y no a otras. Las placas bacteriológicas de este tipo se utilizan habitualmente en la identificación clínica de bacterias infecciosas. El cultivo microbiano también puede utilizarse en la identificación de virus: el medio, en este caso, son células cultivadas que el virus puede infectar y luego alterar o matar. En el caso de la identificación viral, una región de células muertas es el resultado del crecimiento viral, y se denomina "placa". Los eucariotas parásitos también pueden cultivarse como medio para identificar un agente concreto.
A falta de técnicas adecuadas de cultivo en placa, algunos microbios requieren el cultivo dentro de animales vivos. Bacterias como Mycobacterium leprae y Treponema pallidum' pueden cultivarse en animales, aunque las técnicas serológicas y microscópicas hacen innecesario el uso de animales vivos. Los virus también suelen identificarse utilizando alternativas al crecimiento en cultivo o en animales. Algunos virus pueden cultivarse en huevos embrionados. Otro método de identificación útil es el xenodiagnóstico, o el uso de un vector para favorecer el crecimiento de un agente infeccioso. La enfermedad de Chagas es el ejemplo más significativo, ya que es difícil demostrar directamente la presencia del agente causal, el Trypanosoma cruzi en un paciente, lo que dificulta el diagnóstico definitivo. En este caso, el xenodiagnóstico consiste en utilizar el vector del agente de Chagas T. cruzi, un insecto triatomine no infectado, que se alimenta de sangre de una persona sospechosa de estar infectada. Posteriormente, el insecto es inspeccionado para detectar el crecimiento de T. cruzi en su intestino.

### Microscopía
Otra herramienta principal en el diagnóstico de enfermedades infecciosas es la microscopía. Prácticamente todas las técnicas de cultivo comentadas anteriormente dependen, en algún momento, del examen microscópico para la identificación definitiva del agente infeccioso. La microscopía puede realizarse con instrumentos sencillos, como el microscopio óptico compuesto, o con instrumentos tan complejos como un microscopio electrónico. Las muestras obtenidas de los pacientes pueden observarse directamente bajo el microscopio óptico, y a menudo pueden conducir rápidamente a la identificación. La microscopía también se utiliza a menudo junto con técnicas bioquímicas tinción, y puede hacerse exquisitamente específica cuando se utiliza en combinación con técnicas basadas en anticuerpos. Por ejemplo, el uso de anticuerpos artificialmente fluorescentes (anticuerpos marcados con fluorescencia) puede dirigirse a la unión e identificación de antígenos específicos presentes en un patógeno. A continuación, se utiliza un microscopio de fluorescencia para detectar anticuerpos marcados con fluorescencia unidos a antígenos internalizados dentro de muestras clínicas o células cultivadas. Esta técnica es especialmente útil en el diagnóstico de enfermedades víricas, donde el microscopio óptico es incapaz de identificar un virus directamente.
Otros procedimientos microscópicos también pueden ayudar a identificar agentes infecciosos. Casi todas las células se tiñen fácilmente con una serie de colorantes básicos debido a la atracción electrostática entre las moléculas celulares cargadas negativamente y la carga positiva del colorante. Una célula es normalmente transparente al microscopio, y el uso de un colorante aumenta el contraste de una célula con su fondo. Teñir una célula con un colorante como Giemsa o violeta cristal permite al microscopista describir su tamaño, forma, componentes internos y externos y sus asociaciones con otras células. La respuesta de las bacterias a los distintos procedimientos de tinción se utiliza también en la clasificación taxonómica de los microbios. Dos métodos, la tinción de Gram y la tinción acidorresistente, son los métodos estándar utilizados para clasificar bacterias y diagnosticar enfermedades. La tinción de Gram identifica los grupos bacterianos Bacillota y Actinomycetota, que contienen muchos patógenos humanos importantes. El procedimiento de tinción ácido-resistente identifica los géneros Actinomycetota Mycobacterium y Nocardia.

### Pruebas bioquímicas
Las pruebas bioquímicas utilizadas en la identificación de agentes infecciosos incluyen la detección de productos metabólicos o enzimáticos característicos de un agente infeccioso concreto. Dado que las bacterias fermentan carbohidratoss en patrones característicos de su género y especie, la detección de productos de fermentación se utiliza habitualmente en la identificación bacteriana. Ácidos, alcoholes y gases suelen detectarse en estas pruebas cuando las bacterias se cultivan en medios selectivos líquidos o sólidos.
El aislamiento de enzimas a partir de tejido infectado también puede proporcionar la base de un diagnóstico bioquímico de una enfermedad infecciosa. Por ejemplo, los seres humanos no pueden fabricar ni ARN replicasa ni transcriptasa inversa, y la presencia de estas enzimas es característica, de tipos específicos de infecciones víricas. La capacidad de la proteína vírica hemaglutinina para unir glóbulos rojos en una matriz detectable también puede caracterizarse como una prueba bioquímica de infección vírica, aunque estrictamente hablando la hemaglutinina no es una enzima y no tiene función metabólica.
Los métodos serológicos son pruebas muy sensibles, específicas y a menudo extremadamente rápidas que se utilizan para identificar microorganismos. Estas pruebas se basan en la capacidad de un anticuerpo para unirse específicamente a un antígeno. El antígeno, generalmente una proteína o un hidrato de carbono producido por un agente infeccioso, se une al anticuerpo. Esta unión desencadena una cadena de acontecimientos que pueden ser evidentes de diversas maneras, dependiendo de la prueba. Por ejemplo, la faringitis estreptocócica suele diagnosticarse en cuestión de minutos y se basa en la aparición de antígenos producidos por el agente causal, S. pyogenes, que se extrae de la garganta del paciente con un bastoncillo de algodón. Las pruebas serológicas, si están disponibles, suelen ser la vía preferida de identificación; sin embargo, su desarrollo es costoso y los reactivos utilizados en la prueba suelen requerir refrigeración. Algunos métodos serológicos son extremadamente costosos, aunque cuando se utilizan habitualmente, como en el caso de la "prueba de los estreptococos", pueden resultar económicos.
Las técnicas serológicas complejas se han desarrollado en lo que se conoce como inmunoensayos. Los inmunoensayos pueden utilizar la unión básica anticuerpo-antígeno como base para producir una señal electromagnética o de radiación de partículas, que puede detectarse mediante algún tipo de instrumentación. La señal de las muestras desconocidas puede compararse con la de los estándares, lo que permite cuantificar el antígeno diana. Para ayudar en el diagnóstico de enfermedades infecciosas, los inmunoensayos pueden detectar o medir antígenos de agentes infecciosos o proteínas generadas por un organismo infectado en respuesta a un agente extraño. Por ejemplo, el inmunoensayo A puede detectar la presencia de una proteína de superficie de una partícula de virus. Por otro lado, el inmunoensayo B puede detectar o medir anticuerpos producidos por el sistema inmunitario de un organismo para neutralizar y permitir la destrucción del virus.
La instrumentación puede utilizarse para leer señales extremadamente pequeñas creadas por reacciones secundarias vinculadas a la unión anticuerpo-antígeno. La instrumentación puede controlar el muestreo, el uso de reactivos, los tiempos de reacción, la detección de señales, el cálculo de resultados y la gestión de datos para obtener un proceso automatizado rentable para el diagnóstico de enfermedades infecciosas.

### Diagnóstico basado en PCR

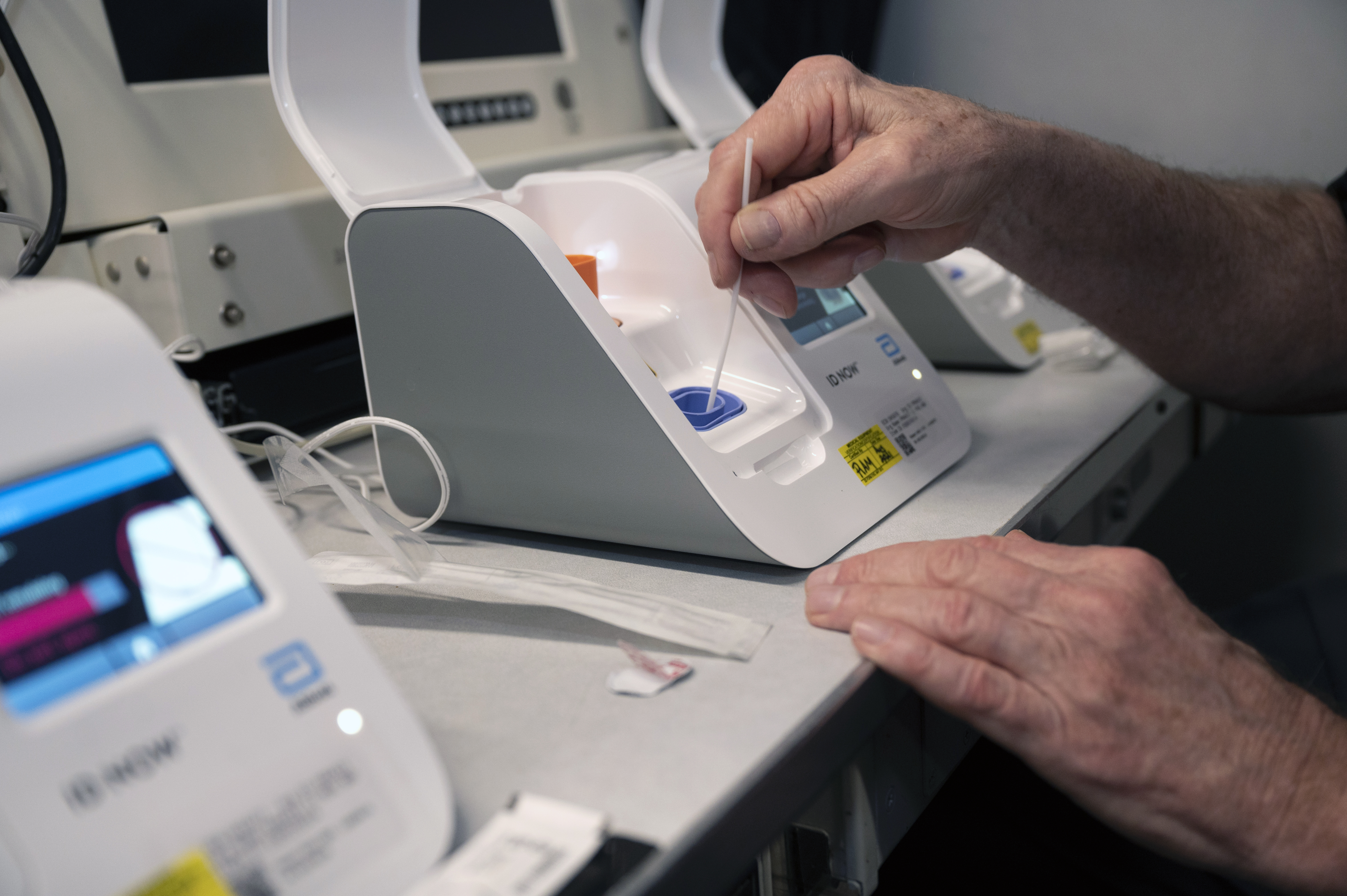
Pruebas de ácido nucleico realizadas con un dispositivo ID de Abbott Laboratories.

Las tecnologías basadas en el método de reacción en cadena de la polimerasa (PCR) se convertirán en estándares de oro casi ubicuos de los diagnósticos del futuro próximo, por varias razones. En primer lugar, el catálogo de agentes infecciosos ha crecido hasta el punto de que prácticamente todos los agentes infecciosos significativos de la población humana han sido identificados. En segundo lugar, un agente infeccioso debe crecer dentro del cuerpo humano para causar una enfermedad; esencialmente debe amplificar sus propios ácidos nucleicos para causar una enfermedad. Esta amplificación del ácido nucleico en el tejido infectado ofrece la oportunidad de detectar el agente infeccioso mediante la PCR. En tercer lugar, las herramientas esenciales para dirigir la PCR, primers, se derivan de los genomas de los agentes infecciosos, y con el tiempo esos genomas se conocerán, si no se conocen ya.
Así pues, en la actualidad se dispone de la capacidad tecnológica para detectar cualquier agente infeccioso de forma rápida y específica. Los únicos bloqueos que quedan para el uso de la PCR como herramienta estándar de diagnóstico son su coste y su aplicación, ninguno de los cuales es insuperable. El diagnóstico de unas pocas enfermedades no se beneficiará del desarrollo de métodos de PCR, como algunas de las enfermedades por clostridiosl (tétanos y botulismo). Estas enfermedades son fundamentalmente intoxicaciones biológicas por un número relativamente pequeño de bacterias infecciosas que producen neurotoxinass extremadamente potentes. No se produce una proliferación significativa del agente infeccioso, lo que limita la capacidad de la PCR para detectar la presencia de cualquier bacteria.

### Secuenciación metagenómica
Dada la amplia gama de patógenos bacterianos, víricos, fúngicos, protozoarios y helmínticos que causan enfermedades debilitantes y potencialmente mortales, la capacidad de identificar rápidamente la causa de la infección es importante, aunque a menudo suponga un reto. Por ejemplo, más de la mitad de los casos de encefalitis, una enfermedad grave que afecta al cerebro, siguen sin diagnosticarse, a pesar de las pruebas exhaustivas realizadas con el método estándar (cultivo microbiológico) y los métodos de laboratorio clínico más avanzados. Actualmente se están desarrollando pruebas diagnósticas basadas en la secuenciación metagenómica para uso clínico, que resultan prometedoras como forma sensible, específica y rápida de diagnosticar la infección mediante una única prueba omnicomprensiva. Esta prueba es similar a las actuales pruebas de PCR; sin embargo, se utiliza una amplificación no dirigida de todo el genoma en lugar de primers para un agente infeccioso específico. Este paso de amplificación va seguido de secuenciación de nueva generación o secuenciación de tercera generación, comparaciones de alineación y clasificación taxonómica utilizando grandes bases de datos de miles de genomas de referencia patógenos y comensales. Simultáneamente, se secuencian los genes de resistencia a los antimicrobianos dentro de los genomas de patógenos y plásmidos y se alinean con los genomas de patógenos clasificados taxonómicamente para generar un perfil de resistencia a los antimicrobianos -análogo a las pruebas de sensibilidad a los antibióticos- para facilitar la administración de antimicrobianos y permitir la optimización del tratamiento utilizando los fármacos más eficaces para la infección de un paciente.
La secuenciación metagenómica podría resultar especialmente útil para el diagnóstico cuando el paciente está inmunodeprimido. Un abanico cada vez más amplio de agentes infecciosos puede causar graves daños a los individuos con inmunodepresión, por lo que el cribado clínico debe ser a menudo más amplio. Además, la expresión de los síntomas suele ser atípica, lo que dificulta el diagnóstico clínico basado en la presentación. En tercer lugar, los métodos de diagnóstico que se basan en la detección de anticuerpos tienen más probabilidades de fallar. Por lo tanto, es muy deseable disponer de una prueba rápida, sensible, específica y no selectiva para todos los patógenos humanos conocidos que detecte la presencia del ADN del organismo en lugar de anticuerpos.

### Indicación de pruebas

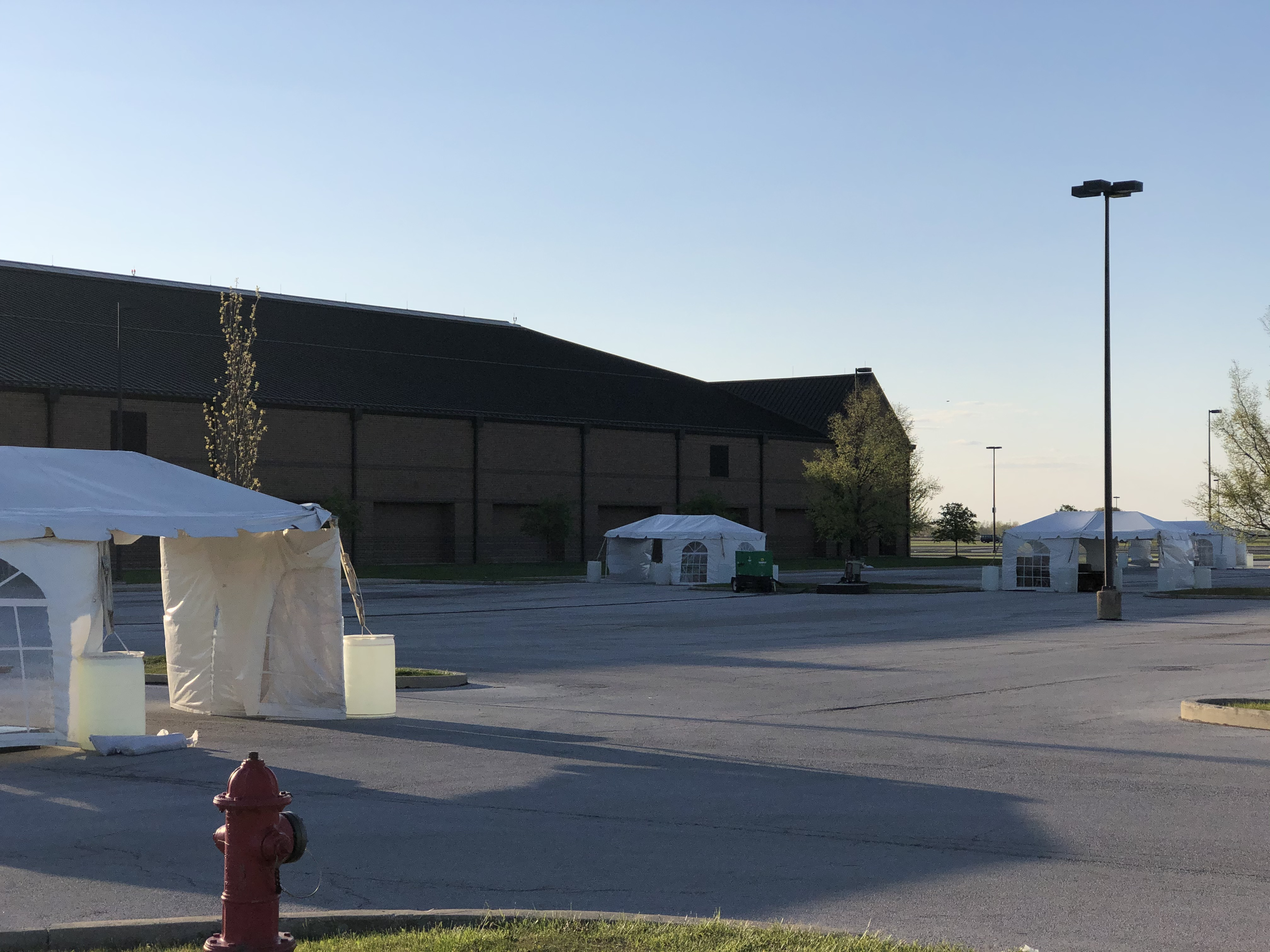
Un sitio temporal de pruebas para COVID-19 con tiendas de campaña en un aparcamiento.

Normalmente existe una indicación para la identificación específica de un agente infeccioso sólo cuando dicha identificación puede ayudar en el tratamiento o prevención de la enfermedad, o para avanzar en el conocimiento del curso de una enfermedad antes del desarrollo de medidas terapéuticas o preventivas eficaces. Por ejemplo, a principios de la década de 1980, antes de la aparición de la AZT para el tratamiento del sida, el curso de la enfermedad se seguía de cerca mediante la monitorización de la composición de las muestras de sangre de los pacientes, aunque el resultado no ofreciera al paciente ninguna otra opción de tratamiento. En parte, estos estudios sobre la aparición del VIH en comunidades específicas permitieron avanzar en hipótesis sobre la vía de transmisión del virus. Al comprender cómo se transmitía la enfermedad, se podían destinar recursos a las comunidades de mayor riesgo en campañas dirigidas a reducir el número de nuevas infecciones. La identificación diagnóstica serológica específica, y posteriormente genotípica o molecular, del VIH también permitió desarrollar hipótesis sobre los orígenes temporales y geográficos del virus, así como un sinfín de otras hipótesis. El desarrollo de herramientas de diagnóstico molecular ha permitido a médicos e investigadores controlar la eficacia del tratamiento con fármacos antirretrovirales. En la actualidad, los diagnósticos moleculares se utilizan habitualmente para identificar el VIH en personas sanas mucho antes de la aparición de la enfermedad y se han empleado para demostrar la existencia de personas genéticamente resistentes a la infección por VIH. Por lo tanto, aunque todavía no hay cura para el sida, la identificación del virus y el control de los niveles del virus en la sangre de las personas infectadas tienen un gran beneficio terapéutico y predictivo, tanto para el paciente como para la comunidad en general.

## Clasificación

### Subclínica frente a clínica (latente frente a aparente)
Las infecciones sintomáticas son aparentes y clínicas, mientras que una infección que está activa pero no produce síntomas perceptibles puede denominarse inaparente, silenciosa, subclínica, u oculta. Una infección inactiva o latente se denomina infección latente. Un ejemplo de infección bacteriana latente es la tuberculosis latente. Algunas infecciones víricas también pueden ser latentes, ejemplos de infecciones víricas latentes son cualquiera de los de la familia Herpesviridae'.
La palabra infección puede denotar cualquier presencia de un patógeno concreto (por pequeña que sea), pero también se utiliza a menudo en un sentido que implica una infección clínicamente aparente (en otras palabras, un caso de enfermedad infecciosa). Este hecho ocasionalmente crea cierta ambigüedad o suscita alguna discusión de uso; para sortear esto es común que los profesionales de la salud hablen de colonización (en lugar de infección) cuando quieren decir que algunos de los patógenos están presentes pero que no hay infección clínicamente aparente (no hay enfermedad).

### Curso de la infección
Se utilizan distintos términos para describir cómo y dónde se presentan las infecciones a lo largo del tiempo. En una infección aguda, los síntomas se desarrollan rápidamente; su curso puede ser rápido o prolongado. En una infección crónica, los síntomas suelen desarrollarse gradualmente a lo largo de semanas o meses y tardan en desaparecer. En las infecciones subagudas, los síntomas tardan más en desarrollarse que en las infecciones agudas, pero aparecen más rápidamente que en las infecciones crónicas. Una infección focal es un foco inicial de infección desde el que los organismos viajan a través del torrente sanguíneo a otra zona del cuerpo.

### Primaria frente a oportunista
Entre las muchas variedades de microorganismos, relativamente pocos causan enfermedades en individuos por lo demás sanos. Las enfermedades infecciosas son el resultado de la interacción entre esos pocos patógenos y las defensas de los huéspedes a los que infectan. La aparición y la gravedad de la enfermedad resultante de cualquier patógeno dependen de la capacidad de ese patógeno para dañar al hospedador, así como de la capacidad del hospedador para resistir al patógeno. Sin embargo, el sistema inmunitario del huésped también puede causar daños al propio huésped en un intento de controlar la infección. Por lo tanto, los clínicos clasifican los microorganismos o microbios infecciosos según el estado de las defensas del huésped, ya sea como patógenos primarios o como patógenos oportunistas'.

#### Patógenos primarios
Los patógenos primarios causan enfermedades como resultado de su presencia o actividad dentro del huésped normal y sano, y su virulencia intrínseca (la gravedad de la enfermedad que causan) es, en parte, una consecuencia necesaria de su necesidad de reproducirse y propagarse. Muchos de los patógenos primarios más comunes de los seres humanos sólo infectan a los humanos, sin embargo, muchas enfermedades graves son causadas por organismos adquiridos del medio ambiente o que infectan a huéspedes no humanos.

#### Patógenos oportunistas
Los patógenos oportunistas pueden causar una enfermedad infecciosa en un huésped con una resistencia deprimida (inmunodeficiencia) o si tienen un acceso inusual al interior del organismo (por ejemplo, a través de un traumatismo). La Infección oportunista puede estar causada por microbios que habitualmente están en contacto con el huésped, como bacterias patógenas u hongos del tracto gastrointestinal o del tracto respiratorio superior, y también puede ser el resultado de microbios (por lo demás inocuos) adquiridos de otros huéspedes (como en la  Clostridium difficile colitis) o del medio ambiente como consecuencia de la introducción de traumatismos (como en las infecciones de heridas quirúrgicas o fracturas compuestas). Una enfermedad oportunista requiere una alteración de las defensas del huésped, que puede producirse como resultado de defecto genético (como la enfermedad granulomatosa crónica), exposición a fármacos antimicrobianos o sustancias químicas inmunosupresoras (como podría ocurrir tras envenenamiento o quimioterapia contra el cáncer), exposición a radiaciones ionizantes, o como resultado de una enfermedad infecciosa con actividad inmunosupresora (como ocurre con el sarampión, la malaria o la enfermedad por VIH). Los patógenos primarios también pueden causar una enfermedad más grave en un huésped con resistencia deprimida de lo que ocurriría normalmente en un huésped inmunosuficiente.

#### Infección secundaria
Mientras que una infección primaria puede considerarse prácticamente como la causa raíz del problema de salud actual de un individuo, una infección secundaria es una secuela o complicación de esa causa raíz. Por ejemplo, una infección debida a una quemadura o traumatismo penetrante (la causa raíz) es una infección secundaria. Los patógenos primarios a menudo causan infección primaria y a menudo causan infección secundaria. Normalmente, las infecciones oportunistas se consideran infecciones secundarias (porque la inmunodeficiencia o lesión fue el factor predisponente).

#### Otros tipos de infección
Otros tipos de infección son las infecciones mixtas, iatrogénicas, nosocomiales y adquiridas en la comunidad. Una infección mixta es una infección causada por dos o más patógenos. Un ejemplo de ello es la apendicitis, causada por Bacteroides fragilis y Escherichia coli. La segunda es una infección iatrogénica. Este tipo de infección es la que se transmite de un trabajador sanitario a un paciente. Una infección nosocomial también es la que se produce en un entorno sanitario. Las infecciones nosocomiales son las que se adquieren durante una estancia hospitalaria. Por último, una infección adquirida en la comunidad es aquella en la que la infección se adquiere de toda una comunidad.

### Infeccioso o no
Una forma de demostrar que una enfermedad determinada es infecciosa consiste en cumplir los postulados de Koch (propuestos por primera vez por Robert Koch), que exigen, en primer lugar, que el agente infeccioso sólo sea identificable en pacientes que padecen la enfermedad, y no en controles sanos, y, en segundo lugar, que los pacientes que contraen el agente infeccioso también desarrollen la enfermedad. Estos postulados se utilizaron por primera vez en el descubrimiento de que las especies de Mycobacteria causan la tuberculosis.
Sin embargo, los postulados de Koch no pueden probarse habitualmente en la práctica moderna por razones éticas. Demostrarlos requeriría la infección experimental de un individuo sano con un patógeno producido como cultivo puro. A la inversa, incluso las enfermedades claramente infecciosas no siempre cumplen los criterios infecciosos; por ejemplo, el Treponema pallidum', la espiroqueta causante de la sífilis, no puede cultivarse cultivo in vitro; sin embargo, el organismo puede cultivarse en testículos de conejo. Está menos claro que un cultivo puro proceda de una fuente animal que sirva de hospedador que cuando procede de microbios derivados de un cultivo en placa.
La epidemiología, o estudio y análisis de quién, por qué y dónde se produce la enfermedad, y qué determina que diversas poblaciones padezcan una enfermedad, es otra herramienta importante utilizada para comprender las enfermedades infecciosas. Los epidemiólogos pueden determinar diferencias entre grupos dentro de una población, como por ejemplo si ciertos grupos de edad tienen una mayor o menor tasa de infección; si los grupos que viven en diferentes barrios tienen más probabilidades de infectarse; y por otros factores, como el sexo y la raza. Los investigadores también pueden evaluar si el brote de una enfermedad es esporádico, es decir, si sólo se produce de vez en cuando; endémico, con un nivel constante de casos regulares en una región; epidémico, con un número rápido e inusualmente alto de casos en una región; o pandémico, que es una epidemia mundial. Si se desconoce la causa de la enfermedad infecciosa, la epidemiología puede ayudar a localizar las fuentes de infección.

### Contagiosidad
Las enfermedades infecciosas se denominan a veces enfermedades contagiosas cuando se transmiten fácilmente por contacto con una persona enferma o con sus secreciones (por ejemplo, la gripe). Así, una enfermedad contagiosa es un subconjunto de enfermedades infecciosas especialmente infecciosas o fácilmente transmisibles. Otros tipos de enfermedades infecciosas, transmisibles o contagiosas con vías de infección más especializadas, como la transmisión vectorial o la transmisión sexual, no suelen considerarse "contagiosas" y a menudo no requieren el aislamiento médico (a veces denominado vagamente cuarentena) de los afectados. Sin embargo, esta connotación especializada de la palabra "contagiosa" y "enfermedad contagiosa" (fácil transmisibilidad) no siempre se respeta en el uso popular.
Las enfermedades infecciosas suelen transmitirse de persona a persona por contacto directo. Los tipos de contacto son de persona a persona y por gotitas. El contacto indirecto como la transmisión aérea, objetos contaminados, alimentos y agua potable, contacto persona animal, reservorios animales, picaduras de insectos y reservorios ambientales son otra forma de transmisión de las enfermedades infecciosas.

### Por localización anatómica
Las infecciones pueden clasificarse por la localización anatómica o sistema de órganos infectado, incluyendo:
- Infección de las vías urinarias
- Infección de la piel
- Infección de las vías respiratorias
- Infección odontogénica (infección que se origina dentro de un diente o en los tejidos estrechamente circundantes).
- Infecciones vaginales
- Infección intraamniótica

Además, las localizaciones de inflamación en las que la infección es la causa más común incluyen neumonía, meningitis y salpingitis.